# GSC3313-1037
GSC3313-1037 — хімічно пекулярна зоря, що має видиму зоряну величину в смузі V приблизно 9,5.

## Пекулярний хімічний вміст
Атмосфера GSC3313-1037 має підвищений вміст Eu та Sr.